# Filialkirche Gartenstadt

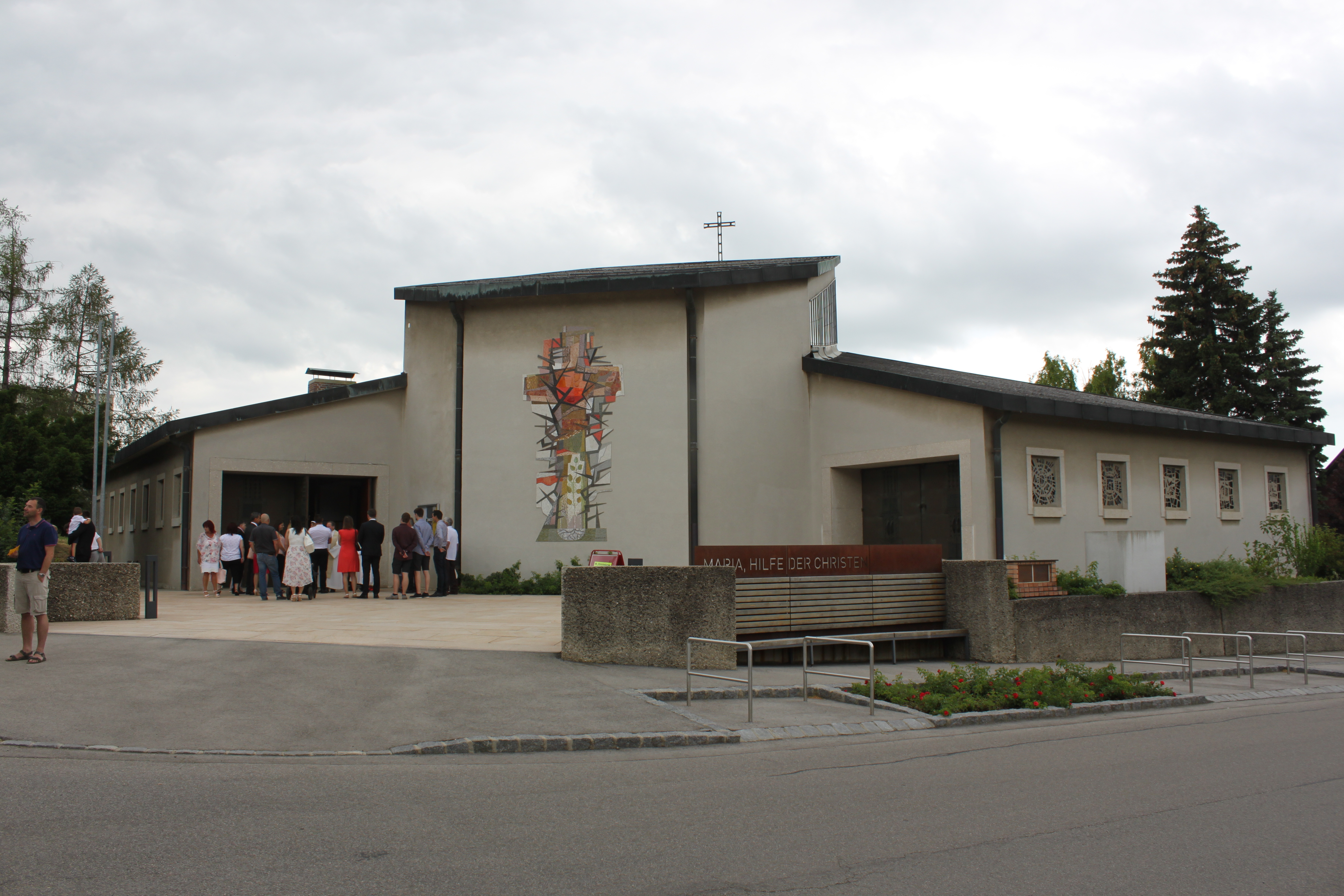
Katholische Filialkirche Maria, Hilfe der Christen in Hollabrunn

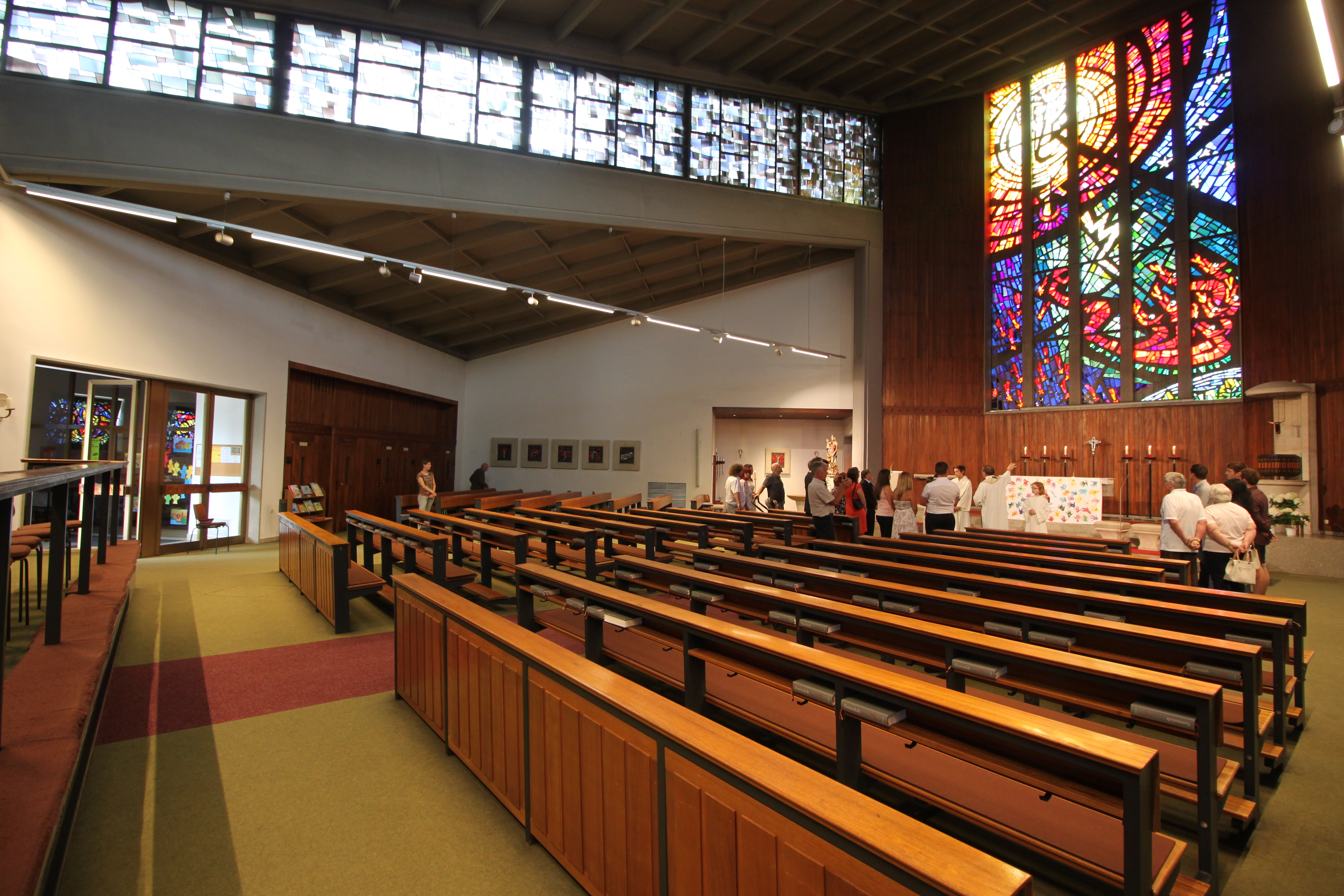
Saalraum mit erhöhtem Mittelbau

Die Filialkirche Gartenstadt steht in der südlichen Siedlung Gartenstadt in der Stadtgemeinde Hollabrunn im Bezirk Hollabrunn in Niederösterreich. Die der Heiligen Maria, Hilfe der Christen geweihte römisch-katholische Filialkirche der Pfarrkirche Hollabrunn gehört zum Dekanat Hollabrunn in der Erzdiözese Wien.

## Geschichte
Die Filialkirche wurde von 1970 bis 1972 nach den Plänen des Architekten Hans Petermair erbaut.

## Architektur
Der Sakralbau der Moderne mit einem erhöhten Mittelbau ist von niedrigeren seitlichen Anräumen umgeben und beinhaltet auch eine Werktagskapelle. Das Mosaik außen an der Hauptfront schuf der Maler Hermann Bauch.
Der Altarraum wird von einem großen Glasfenster Visionen aus der Apokalypse des Malers Franz Deéd dominiert. Die Musikempore ist podestartig erhöht und beinhaltet eine Orgel aus 1973 von Walcker-Mayer aus Guntramsdorf.